# Palazzo del Viceconte

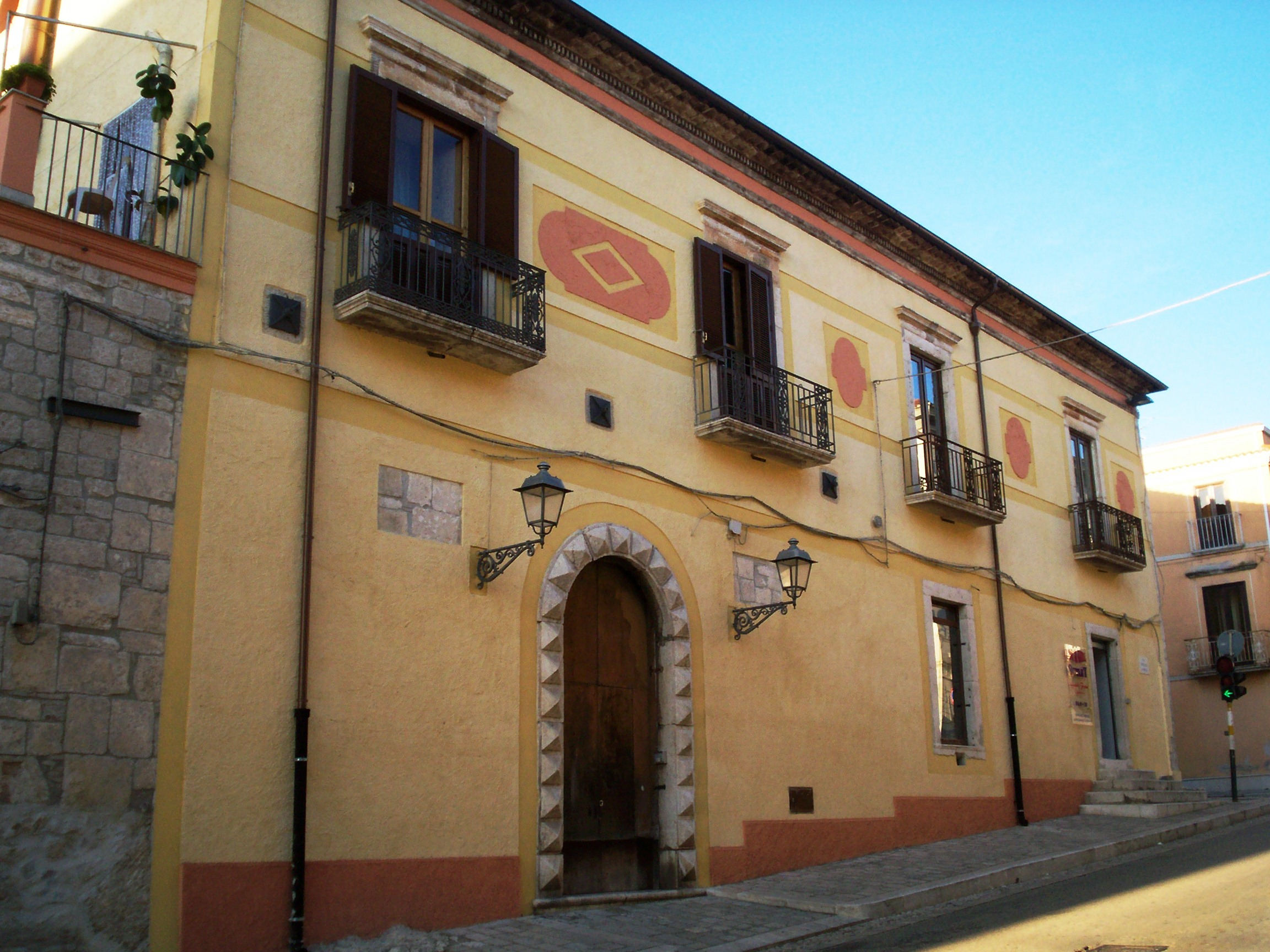
Palazzo del Viceconte in Cerreto Sannita, Hauptfassade

Der Palazzo del Viceconte ist ein Palast aus dem 17. Jahrhundert in Cerreto Sannita in der italienischen Region Kampanien. Er liegt an der Kreuzung des Corso Marzio Carafa mit der Via Nicotera.

## Geschichte
Der Palast wurde unmittelbar nach dem Erdbeben am 5. Juni 1688 an der Kreuzung der herzoglichen Papierfabrik errichtet; die Hauptfassade zeigte zur Piazza di Mezzo hin. Das Grundstück, das man zum Bau des rechteckigen Palastes wählte, lag oberhalb der Collegiata di San Martino. Den Bau beauftragte Nicola Mendillo, ein Wollstoffhändler und Mitglied einer der bekanntesten Familien im damaligen Cerreto Sannita.
Nach dem Tod von Nicola Mendillo und der Hochzeit seines Sohnes Orazio mit Antonia Mezzacane, Baronesse von Sassinoro, zogen die beiden in das Lehen Sassinoro und ließen den Palast in seinem Südteil unvollendet, wie man heute noch deutlich am Haupteingangsportal sehen kann, das außermittig an der Fassade angebracht ist; im ursprünglichen Projekt muss es von zwei weiteren, kleineren Portalen flankiert gewesen sein.
In der ersten Hälfte des 18. Jahrhunderts wurde die Nutznießung des Palastes den Grafen Carafa gewährt, die ihn als Residenz des Vizegrafen bestimmten. Dieser war ein Gewährsmann der Lehensherren, wahrte deren Interessen und hatte auch die Polizeigewalt. Der Palast wurde so zum Symbol für die Unterdrückung im Feudalsystem. Einer der rücksichtslosesten Vizegrafen, Tommaso Casselli, pflegte in einem Raum im Obergeschoss neben dem Salon Audienz zu gewähren.
1737 reichte die Universitas (die Stadtverwaltung), die durch verschiedene Schulden belastet und es Leid war, unzählige Steuern und Feudalabgaben zahlen zu müssen, eine neue Klage gegen die Grafen Carafa beim Sacro Regio Consiglio (höchstes Gericht im Königreich Neapel) ein, indem sie 35 Belastungspunkte vorbrachte, die hauptsächlich die exorbitanten Schenkungen an die Lehensherren, den Vizegrafen und dessen Protegés, willkürliche Festnahmen und die Steuern auf Wollstoffe betrafen. Als Antwort darauf setzten die Lehensherren 120 Soldaten in Marsch, die unter der Führung des Vizegrafen Casselli am 2. Februar eine Versammlung des Stadtrates unterbrachen und viele der Teilnehmer verhafteten und bestraften. Alle Einwohner von Cerreto Sannita, mit Ausnahme der wenigen, die die Carafas unterstützten, flüchteten in Panik in die Kirchen und Klöster. Die gebildetsten Menschen wurden mit dem Ziel angeklagt, dass die Klage zurückgezogen würde. Vierzig Tage lang ging niemand auf die Straße und niemand arbeitete, damit König Karl III., der von einigen Bitten beeindruckt war, die Regia Camera della Sommaria (Verwaltungs- und Gerichtsbehörde im Königreich Neapel) beauftragte, zu überprüfen, ob gerecht gehandelt würde, und dieser Gerichtshof leistete dem zeitnah Folge, indem er die Verfügungen widerrief und die Gefangenen freizulassen anordnete.
Die Einreichung der Berufung beim Sacro Regio Consiglio versetzte den Grafen und den Vizegrafen in Alarm und sie versuchten in jeder möglichen Art und Weise, auch mit Gewalt, die Bürger zu überzeugen, ihre Beschwerde zurückzuziehen. Der Vizegraf Casselli arrangierte aus seinem Palast die Reaktion des Lehensherrn: Er hatte einige Kriminelle angeheuert, die, bewaffnet mit „Volpini“ (Ochsenzwiesel), durch die Stadt zogen, um Angst und Schrecken zu verbreiten und die Gewählten der Universitas zu bestrafen. Die gewalttätigen Vorkommnisse waren mannigfach: Der Bote, der Nachrichten vom Gericht in Neapel brachte, wurde ausgepeitscht und verprügelt; am 16. Juni wurden drei Ladenbesitzer ohne Grund schwer geschlagen; am 26. Juni wurde ein anderer Bürger von Cerreto Sannita angegriffen und mit Bechern und Fäusten geschlagen; im Juli wurde ein weiterer Bürger auf einem öffentlichen Platz blutig geschlagen; in den folgenden Monaten wurden andere Bewohner von Cerreto Sannita schwer verletzt. Der Vizegraf Casselli, der diese Gewalttaten veranlasst hatte, wies die Beschwerden zurück und veröffentlichte eine Verlautbarung, um die damals bedeutendsten Familien in Cerreto Sannita zu diffamieren, in der er schrieb, dass über 32 Familien in der Stadt aus Spielern, Ehebrechern, Wucherern, Götzendienern, Dieben, Betrügern, Inzestösen, Fälschern und Hahnreien bestünden. Aber die Gewalttaten beschränkten sich nicht nur auf Prügel und Schlägereien: Um die Ehre einer der Familien, die die Berufung beim Sacro Regio Consiglio unterstützt hatten, abzuschneiden, ordnete der Vizegraf Casselli an, dass der Jungfrauenstatus der jungen Carminia Landolfo öffentlich überprüft werde.
Als die heißen Jahre der Streitigkeiten zwischen dem Lehensherrn und den Bürgern von Cerreto Sannita vorbei waren und die Nutznießung des Palastes, die den Grafen Carafa gewährt worden war, geendet hatte, wurde dieser Palast 1759 von Baron Orazio Mendillo an die Gebrüder Giovan Battista, Domenico Antonio und Lorenzo della Fazia für 1200 Dukaten verkauft. Die neuen Eigentümer ließen das Gebäude restaurieren und verschönern, indem sie Stuckarbeiten und wertvolle Verzierungen hinzufügen ließen. 1818 starben die Della Facias aus und alle Güter dieser Familie, einschließlich des Palastes, fielen an Domenico Capuano. Dieser, der von Zeitgenossen als „Dialektdichter mit bizarrem Einfallsreichtum“ tituliert wurde, wurde für seine kirchenfeindliche und räuberfreundliche Dichtung berühmt.

## Beschreibung
Die Hauptfassade ist durch Putzdekorationen verziert, die 2008 restauriert wurden. Das Eingangsportal, das diamantspitzenförmigem Bossenwerk, das vielleicht sogar aus Cerreto antica stammt, umrahmt ist, führt in einen Empfangssalon, der gegenüber dem Straßenniveau erhöht ist. Die originalen Fenster des Obergeschosses wurden später durch Steinbalkone ersetzt. Die Gartenfassade wird durch eine schöne Terrasse bereichert, die durch zwei hohe Arkaden aus Stein und grauem Tuff gestützt wird.